# Trionymus nicotianacola
Trionymus nicotianacola är en insektsart som beskrevs av Williams och Granara de Willink 1992. Trionymus nicotianacola ingår i släktet Trionymus och familjen ullsköldlöss. Inga underarter finns listade i Catalogue of Life.